# Жозеф Кономбо
Жозеф Іссуфу Кономбо (9 лютого 1917 — 20 грудня 2008) — політичний діяч Буркіна-Фасо, прем'єр-міністр країни у 1978–1980 роках.

## Біографія
Здобував освіту у військово-медичній школі в Дакарі, Сенегал.
Під час Другої світової війни служив у французьких збройних силах.
1951 року був обраний до французьких Національних зборів та був депутатом до 1959, коли Верхня Вольта здобула незалежність. Одночасно у 1954–1955 роках займав пост заступника державного секретаря.
1958–1980 — депутат Національних зборів Верхньої Вольти. У 1960–1962 роках мав місце у Сенаті.
З 1961 до 1965 року займав пост мера столиці країни Уагадугу. У 1966–1968 року — міністр охорони здоров'я, у 1971–1974 —закордонних справ.
У 1978–1980 роках обіймав посаду прем'єр-міністра Верхньої Вольти, був усунутий від влади разом із президентом Сангуле Ламізаною в результаті військового перевороту.